# さふぁりどらいぶ♪
『さふぁりどらいぶ♪』とは、『けものフレンズ』から派生したユニット「どうぶつビスケッツ」の1作目のアルバム。2018年10月4日にビクターエンタテインメントより発売された。

## 概要
2018年の世界動物の日（10月4日）に発売されたどうぶつビスケッツのメジャーデビューアルバム。コンセプトは「どうぶつビスケッツがPPPと協力して、おんがくのモトから復活させたうたをジャパリパークに届ける」。同ユニットは2019年1月に行われた『けものフレンズ LIVE ～どうぶつビスケッツ LIVE～』で当アルバム収録曲を披露した。

## チャート成績
| チャート | 最高位 |
| -------- | ------ |
| オリコン | 12位   |

## 販売形態
販売形態は通常盤 (VICL-65058)と初回限定盤 (VIZL-1446)の2種。
- 通常盤
CD1枚組。吉崎観音描き下ろしイラストによるジャケット[4]。
- 初回限定盤
CD2枚組。どうぶつビスケッツのキャストによる実写ジャケット。2枚目のCDには、どうぶつビスケッツとPPPによるオリジナルドラマが収録されている[4]。キクチミロがブックレット、ジャケットのジオラマを担当している[9]。

## 内容解説
特記がない場合は、歌・どうぶつビスケッツ。

### Disc 1
1. ハッピービスケット
新曲。ゲーム『けものフレンズピクロス』テーマソング[10]。2018年9月2日の『けものフレンズLIVE～PPP LIVE～』で先行で歌唱された[11]。
作詞の高瀬愛虹は、当初存在しなかった終盤の手拍子を伴うパート（通称：タンタカタイム）を、ライブでの観客とのパフォーマンスを想定し、プロデューサーに提案した。プロデューサー側は快諾し、取り入れられたという経緯がある[12]。
「どうぶつビスケッツでミュージカルを行ったらどうなるか」というテーマで作られた歌[13]。
2. ホップステップフレンズ
アルバム『Japari Cafe』収録曲[14]。
3. マイペースちぇいさー 
  - 歌・アライグマ（小野早稀）とフェネック（本宮佳奈） with サーバル（尾崎由香）

アルバム『Japari Cafe2』収録曲[15]のアレンジ。サーバルが合いの手を入れている[13]。
4. Poppin'ジャパリズム
新曲。
5. みんなでがぉ！がぉ！がぉー！
  - 歌・サーバル

新曲。
6. らいくあらいと
  - 歌・フェネック

新曲。
7. おまかせなのだ！
  - 歌・アライグマ

新曲。
8. ファンファン！メロディ♪
シングル『フレ!フレ!ベストフレンズ』収録曲[16]。
9. ぐれーとじゃーにー！
新曲。
10. 何でも言うことを聞いてくれるフェネック
GYARI（ココアシガレットP）の楽曲「Seyana.」のアレンジ[2]。YouTubeとニコニコ動画で公開された動画もGYARI（ココアシガレットP）が担当した[17]。空き缶ソロがサーバル。
11. ようこそジャパリパークへ（Xmas ver.）
シングル『ようこそジャパリパークへ』表題曲のリアレンジ。歌詞がクリスマス仕様になっており、バラード調になっている。2017年12月25日にTwitter「けものフレンズ@公式アカウント」で公開された映像[18]で使用されている楽曲[4]。
12. ぼくのフレンド
  - 歌：サーバルとかばん（内田彩）とアライグマとフェネック

アニメ『けものフレンズ』のエンディングにもなった、みゆはんの楽曲のカバー。一部スナネコ（みゆはん）が歌っている[19]

### Disc 2
1. オリジナルドラマ『うたのもと』
  - 出演：サーバル、フェネック、アライグマ、ロイヤルペンギン（佐々木未来）、コウテイ（根本流風）、ジェンツーペンギン（田村響華）、イワトビペンギン（相羽あいな）、フンボルトペンギン（築田行子）[2]

## 収録内容
| #         | タイトル                                                 | 作詞                     | 作曲                     | 編曲                     | 時間  |
| --------- | -------------------------------------------------------- | ------------------------ | ------------------------ | ------------------------ | ----- |
| 1.        | 「ハッピービスケット」                                   | 高瀬愛虹                 | ミライショウ             | いんどなめこ             | 4:34  |
| 2.        | 「ホップステップフレンズ」                               | 烏屋茶房                 | emon(Tes.)               | emon(Tes.)               | 3:48  |
| 3.        | 「マイペースちぇいさー」                                 | no_my                    | no_my                    | no_my                    | 4:49  |
| 4.        | 「Poppin'ジャパリズム」                                  | 磯谷佳江                 | 三矢禅晃                 | EasyPop                  | 4:28  |
| 5.        | 「みんなでがぉ!がぉ!がぉー!」                            | 武田城以                 | 武田城以                 | 武田城以                 | 4:43  |
| 6.        | 「らいくあらいと」                                       | sasakure.UK              | sasakure.UK              | sasakure.UK              | 4:47  |
| 7.        | 「おまかせなのだ!」                                      | じーざす                 | じーざす                 | じーざす                 | 3:41  |
| 8.        | 「ファンファン!メロディ♪」                               | じん                     | じん                     | じん                     | 4:20  |
| 9.        | 「ぐれーとじゃーにー!」                                  | 毛蟹                     | 毛蟹                     | 毛蟹                     | 4:17  |
| 10.       | 「何でも言うことを聞いてくれるフェネック (BONUS TRACK)」 | GYARI(ココアシガレットP) | GYARI(ココアシガレットP) | GYARI(ココアシガレットP) | 4:34  |
| 11.       | 「ようこそジャパリパークへ (Xmas ver.) (BONUS TRACK)」   | 大石昌良                 | 大石昌良                 | 大石昌良                 | 1:15  |
| 12.       | 「ぼくのフレンド (BONUS TRACK)」                         | みゆはん                 | みゆはん                 | R_MEN_SOUL               | 4:31  |
| 合計時間: | 合計時間:                                                | 合計時間:                | 合計時間:                | 合計時間:                | 49:47 |

| #  | タイトル                           | 作詞 | 作曲・編曲 | 時間  |
| -- | ---------------------------------- | ---- | ---------- | ----- |
| 1. | 「オリジナルドラマ『うたのもと』」 |      |            | 19:30 |

### ユニットメンバー
1. ↑  サーバル（尾崎由香）、フェネック（本宮佳奈）、アライグマ（小野早稀）